# HNLMS K VI
Le HNLMS K VI ou Zr.Ms. K VI est un sous-marin de la classe K V en service dans la Koninklijke Marine (Marine royale néerlandaise) entre les deux-guerres.

## Histoire
La quille du sous-marin a été déposée à Rotterdam au chantier naval de Fijenoord le 4 avril 1916. Le lancement a eu lieu le 23 décembre 1920. Le 11 octobre 1921, le navire a été mis en service dans la marine néerlandaise.
Le 27 octobre 1921, le K VI quitte le port de Den Helder pour les Indes orientales néerlandaises, son théâtre d'opérations. Il fait le voyage sans escorte. La route qu'il emprunte fait escale à Port Saïd, au canal de Suez, à Sabang, à Surabaya, où il arrive le 31 janvier 1922.
En 1935, le K VI a été retiré du service actif et mis hors service en août 1937.